# Dominick Moreno
Dominick Moreno là một chính khách người Mỹ, hiện đang phục vụ như một nhà lập pháp tiểu bang ở Colorado. Một đảng viên Dân chủ, Moreno được bầu vào quận 21 của Thượng viện Colorado năm 2016. Trước đây ông đã đại diện cho quận 32 trong Hạ viện Colorado từ 2012 đến 2016.

## Tiểu sử

### Tuổi thơ và giáo dục
Moreno sinh ra và lớn lên ở Commerce City, Colorado và lấy bằng B.A. trong Chính phủ Mỹ từ Đại học Georgetown. Xuất thân từ một gia đình thuộc tầng lớp lao động, Moreno có thể đủ khả năng chi trả học phí tại trường do kết quả của học bổng hào phóng mà anh nhận được.  Trong những năm ở Georgetown, Moreno trở về Colorado để làm việc trong lĩnh vực bán lẻ và dịch vụ. Ông dành thời gian nghỉ ở nước ngoài để dạy tiếng Anh ở miền bắc Mexico tại làng Palmitas. Sau khi tốt nghiệp, Moreno quay trở lại Colorado và phục vụ hai năm trong hội đồng thành phố của Commerce City.